# He-Man (serie animata)
(He-Man nell'intro della serie)
He-Man (The New Adventures of He-Man) noto anche come Le nuove avventure di He-Man è una serie televisiva a cartoni animati prodotta nel 1990 da: Faso Film, France 2, France 3, Mattel, Mediaset, Parafrance Communication, Titanus, e realizzata dalla DiC Enterprise; si compone di una stagione da 65 episodi.
Questa serie è un seguito della precedente del 1983: He-Man e i dominatori dell'universo, che venne realizzata da un'altra azienda (la Filmation). Anche per questo la somiglianza fra i due prodotti è limitata e verte principalmente sulla contesa fra Skeletor e He-Man, spostata in un'ambientazione differente più fantascientifica rispetto a quella fantasy-tecnologica della precedente serie, mettendo completamente da parte anche il concetto di magia, fortemente presente nella serie Filmation, sebbene contenga ancora accenni di continuità alla serie originale.
All'origine di questa serie animata vi fu il chiaro intento della Mattel di vendere una nuova serie di action figure, che cercava di rilanciare il personaggio. Dei fumetti dedicati apparvero in varie riviste per ragazzi in giro per il mondo, in Italia nel periodico Magic Boy.

## Trama
In un lontano futuro, il mondo Primus è una società pacifica non abituata alle vie della guerra. Quando un gruppo di mutanti guidati da Flogg e provenienti dal vicino pianeta Denebria assedia Primus, i loro leader decidono di utilizzare una macchina del tempo per chiedere aiuto agli eroi del passato. Il principe Adam accetta con riluttanza di aiutarli e, dopo aver rivelato ai suoi genitori, Re Randor e la Regina Marlena, il suo segreto, ovvero di avere il potere di trasformarsi nel possente He-Man, il leggendario eroe del pianeta Eternia, accetta di andare nel futuro mondo di Primus con i viaggiatori del tempo, per difenderlo dalle mire dei malvagi Mutanti. Sfortunatamente, l'acerrimo nemico di He-Man, Skeletor, li segue, unendo rapidamente le forze con Flogg e i suoi mutanti e continuando la sua lotta per soggiogare l'universo intero. Ma neppure He-Man è solo: i Guardiani Galattici combattono al suo fianco la sua stessa battaglia, per difendere Primus e tutto il suo potere.

## Continuità del contesto narrativo
Non c'è una vera continuità con la precedente serie animata classica dei Masters of the Universe; innanzitutto è assente, nella serie classica, un episodio finale che faccia da conclusione vera e propria. Ancora, mentre nella serie classica gli episodi erano perlopiù autoconclusivi, qui c'è invece una forte continuità narrativa: si menzionano spesso eventi accaduti in episodi precedenti. Infine, è evidente una forte influenza dalla fantascienza classica, come Guerre stellari, per esempio nello stile delle armi o delle spade (quella di He-Man diventa più fine rispetto alla versione precedente e luminosa nella versione giocattolo), nei costumi e nelle corazze dei personaggi, in alcuni droidi, o di quella di origine giapponese come lo stile di alcune astronavi. Diverso è anche l'approccio, oltre che l'ambientazione: questa volta He-Man non deve più temere per la sua famiglia, trovandosi in un altro mondo in un diverso tempo; pertanto, prima di partire per il futuro, parla con i suoi genitori e rivela il suo segreto. Nel finale della serie, dopo essere stato ultimamente sconfitto da He-Man, Skeletor viene mandato via lontano dall'universo, tuttavia promette che ritornerà di sicuro.

## Stile del disegno e animazione
Anche a livello grafico questa serie si discosta molto dalla precedente e si rifà più a uno stile anime giapponese che allo stile dell'animazione classica statunitense, alla serie infatti lavorarono, fra gli altri, Kazuo Terada, Masanori Miura (regia), Hiroshi Wagatsuma, Hiroshi Yokoyama (character design) e Shinji Aramaki (mecha design); la ristilizzazione dei personaggi è radicale: He-Man è più slanciato, ha i capelli lunghi legati in una coda di cavallo, un viso differente, pantaloni blu attillati e una Spada del Potere dalle fattezze tecnologiche (che poco somiglia alla precedente). Skeletor è provvisto di occhi e ha un volto con una spiccata espressività, invece della fissità dei teschi. Gli altri personaggi della serie classica fanno soltanto da comparse nel primo episodio e in pochi altri, ma sono tutti irriconoscibili con stili di disegno e costumi diversi. Se i genitori del principe Adam hanno ancora delle somiglianze con gli originali, Teela è completamente ridisegnata: bionda con i capelli lunghi e con un fisico femminile da possente guerriera, non ricorda in nulla l'agile rossa della serie precedente ed è piuttosto ispirata all'eroina resa graficamente da Mark Teixeira nei primi albetti a fumetti che accompagnavano le prime action figure dei personaggi, che per l'appunto era bionda (questo cambiamento dal rosso al biondo del personaggio era già avvenuto anche in altri fumetti pubblicati negli anni '80 come in quelli della DC Comics). La maga Sorceress appare anch'essa completamente ridisegnata, con un costume più tendente verso il tecnologico che verso il costume da falco Zoar della sua versione precedente.
L'animazione si affida a delle sequenze meno curate della serie classica, rinunciando all'uso del rotoscopio. In compenso le scene hanno una più spiccata colorazione, fluidità ed economia delle sequenze, rendendolo un prodotto molto più moderno.

## Minicomic e altri fumetti
Nei fumetti allegati ai giocattoli e in alcuni periodici internazionali come l'italiano Magic Boy, la storia era differente da quella del cartone animato. In questa sede Adam si trasformava in He-Man di fronte a Skeletor, rivelando la sua identità segreta, e costringendosi a rimanere sempre nelle fattezze di He-Man; Skeletor, danneggiato dall'esplosione di energia causata dalla Spada del Potere, si cura con degli inserti metallici divenendo un cyborg. Quest'ultimo poi assume direttamente il comando dei Mutanti, sottomettendo immediatamente, con i raggi energetici del suo scettro, il loro capo Brakk (il nome di Flogg nei fumetti), che rimarrà comunque come suo secondo in comando. La trasformazione di Adam in He-Man venne conservata soltanto nella serie animata.

## Lista degli episodi
Episodi di: He-Man (le nuove avventure)
- 01 - Una nuova battaglia "A New Beginning (Part 1)"
- 02 - Alla ricerca dei cristalli "Quest For the Crystals (Part 2)"
- 03 - Prigionieri nella palude "The Heat (Part 3)"
- 04 - Attacco su Onnor "Attack On Onnor (Part 4)"
- 05 - L'ultima sfida "The Ultimate Challenge (Part 5)"
- 06 - Un cristallo pericoloso "Sword and Staff"
- 07 - I quadri di Brakk "The Pen Is Mightier Than the Sword, Or Is It?"
- 08 - La proposta di Pace "Glasnost Schmasnost"
- 09 - Paal entra in azione "The Youngest Hero"
- 10 - Il festival della Luce "The Festival of Lights"
- 11 - Il dono "The Gift (Part 1)"
- 12 - La vittoria di Skeletor "Skeletor's Victory (Part 2)"
- 13 - Ha inizio la rivolta "He-Man In Exile (Part 3)"
- 14 - Sebrian guida la rivolta "The Seeds of Resistance (Part 4)"
- 15 - La battaglia di Levitan "The Battle For Levitan (Part 5)"
- 16 - Energia negativa "Crack In the World"
- 17 - Fuga da Gaolotia "Escape From Gaolotia"
- 18 - Trasformazione pericolosa "He-Man Mutant"
- 19 - La bambina venuta dallo spazio "Juggernaut"
- 20 - Il vecchio cowboy "Fading Star"
- 21 - La vendetta di Skeletor "Skeletor's Revenge"
- 22 - Lo specchio della mente "The Mind Lens"
- 23 - Una pericolosa mina "Adam's Adventure"
- 24 - Rotta di collisione "Collision Course"
- 25 - Un asteroide sconosciuto "Planet of Junk"
- 26 - Il rifugio "Sanctuary"
- 27 - I replicanti "Council of Clones"
- 28 - Freddo gelido "Cold Freeze"
- 29 - He-Paal "He-Caz"
- 30 - Schiavi delle macchine "Slaves To the Machine"
- 31 - I guardiani galattici "The Galactic Guardians"
- 32 - L'assedio di Serus "The Siege of Serus"
- 33 - Il pianeta dei bambini "The Children's Planet"
- 34 - Trasformazioni oscure "Zone of Darkness"
- 35 - C'era una volta "Once Upon a Time"
- 36 - Il gas della fifa "A Plague on Primus"
- 37 - Il nuovo Sebrian "The Test of Time"
- 38 - Quattro punti di vista "Four Ways To Sundown"
- 39 - Lo sceriffo di Gorn City "The Sheriff of Gorn City"
- 40 - Un mago truffaldino "The New Wizard In Town"
- 41 - He-man contro He-Schiavo "The Nemesis Within"
- 42 - Un'ammiratrice intraprendente "He-Fan"
- 43 - La Dimensione dei Sogni "The Dream Zone"
- 44 - L'amplificatore cerebrale "Brain Drain"
- 45 - Adam sotto accusa "You're In the Army Now"
- 46 - Alla scoperta di un nuovo pianeta "No Easy Way"
- 47 - I cannoni di Nordor "The Guns of Nordor"
- 48 - Kalamarr si sposa "The Bride of Slushhead"
- 49 - Il gladiatore di Rorkus "Dreadator"
- 50 - Ammutinamento sulla nave madre "Mutiny On the Mothership"
- 51 - Rock nel futuro "Rock To the Future"
- 52 - La corsa dei centauri "The Running of the Herd"
- 53 - I due volti di Nekros "Balance of Power"
- 54 - I tornado di Zil "The Tornadoes of Zil"
- 55 - Levitan in pericolo "The Taking of Levitan"
- 56 - Mara Contro Crita "Save Our City"
- 57 - Pace minacciata "The Power of the Good and the Way of the Magic"
- 58 - Scacco alla regina "Queen's Gambit"
- 59 - Turlupinatori gabbati "There's Gems In Them Hills"
- 60 - Un'insolita sfida "The Call To the Games"
- 61 - Il fabbro di Crelus "The Blacksmith of Crelus (Part 1)"
- 62 - Il labirinto di Loom "A Time To Leave (Part 2)"
- 63 - I giochi "The Games (Part 3)"
- 64 - Mire di vendetta "Flogg's Revenge (Part 4)"
- 65 - L'Invasione finale "The Final Invasion (Part 5)"

## Pubblicazioni in versione DVD
The New Adventures of He-Man è stata pubblicata in versione DVD, fra il 2006 e il 2007, dalla BCI Eclipse LLC, solo per il mercato anglofono, in due cofanetti contenenti complessivamente l'intera serie.